# 米氏羽油鯰
米氏羽油鯰，為輻鰭魚綱鯰形目鼬鯰科的其中一種，為熱帶淡水魚，分布於南美洲巴西阿拉瓜亞河及巴拉那河流域，體長可達8.5公分，棲息在底層水域，生活習性不明。

## 扩展阅读
維基物種上的相關：米氏羽油鯰